# Лома-Лінда-Іст (Техас)
Лома-Лінда-Іст (англ. Loma Linda East) — переписна місцевість (CDP) в США, в окрузі Джим-Веллс штату Техас. Населення — 305 осіб (2020).

## Географія
Лома-Лінда-Іст розташована за координатами 27°45′59″ пн. ш. 98°11′39″ зх. д. / 27.76639° пн. ш. 98.19417° зх. д. (27.766335, -98.194239).  За даними Бюро перепису населення США в 2010 році переписна місцевість мала площу 13,33 км², уся площа — суходіл.

## Демографія
Згідно з переписом 2010 року, у селищі мешкали 254 особи в 69 домогосподарствах у складі 64 родин. Густота населення становила 19 осіб/км².  Було 78 помешкань (6/км²).
Расовий склад населення:
| - 96,9 % — білих - 2,0 % — осіб інших рас |

До двох чи більше рас належало 1,2 %. Частка іспаномовних становила 94,5 % від усіх жителів.
За віковим діапазоном населення розподілялося таким чином: 33,1 % — особи молодші 18 років, 59,4 % — особи у віці 18—64 років, 7,5 % — особи у віці 65 років та старші. Медіана віку мешканця становила 32,0 року. На 100 осіб жіночої статі у селищі припадало 91,0 чоловіків;  на 100 жінок у віці від 18 років та старших — 93,2 чоловіків також старших 18 років.
Середній дохід на одне домашнє господарство  становив 69 800 доларів США (медіана — 75 455), а середній дохід на одну сім'ю — 78 817 доларів (медіана — 76 098). 
Цивільне працевлаштоване населення становило 187 осіб. Основні галузі зайнятості: публічна адміністрація — 40,1 %, сільське господарство, лісництво, риболовля — 34,2 %, мистецтво, розваги та відпочинок — 18,2 %, оптова торгівля — 7,5 %.